# Calodesma exposita
Calodesma exposita är en fjärilsart som beskrevs av Butler 1877. Calodesma exposita ingår i släktet Calodesma och familjen björnspinnare. Inga underarter finns listade i Catalogue of Life.